# جاستن ديفيس
جاستن ديفيس (بالإنجليزية: Justin Davis) هو لاعب كرة قدم أمريكية أمريكي، ولد في 11 نوفمبر 1995 في ستوكتون في الولايات المتحدة.